# Brunsee
Brunsee är en sjö i Österrike.   Den ligger i förbundslandet Steiermark, i den östra delen av landet, 120 km sydväst om huvudstaden Wien. Brunsee ligger 1 056 meter över havet.
I omgivningarna runt Brunsee växer i huvudsak blandskog. Runt Brunsee är det ganska glesbefolkat, med 31 invånare per kvadratkilometer.